# Харис ибн Хиллиза аль-Йашкури
Аль-Ха́рис ибн Хи́ллиза аль-Йашкури́ (араб. الحارث بن حلزة اليشكري‎ ; ум. ок. 570) — арабский поэт доисламского периода, автор одной из семи муаллак.

## Биография
Все сведения о жизни Хариса ибн Хиллизы отличаются крайней степенью недостоверности. Он происходил из арабского племени бакр, годы рождения и смерти неизвестны, предположительно умер около 570 года н. э.
По преданию, во время 40-летней войны Басус между племенами бакр и таглиб Харис выступил в защиту своего племени перед Лахмидским царём-поэтом Амром ибн Хиндом. В поэтическом состязании благодаря мастерски сочинённой касыде, в которой, помимо прославления самого вождя, содержатся ценные сведения из жизни кочевых племён, смог склонить правителя на свою сторону и этим предопределил победу родного племени.
Произведения Хариса ибн Хиллизы дошли до нашего времени в записях позднейших авторов и содержатся в сборнике муаллак Хаммада ар-Равия, «Книге песен» Абу-ль-Фараджа аль-Исфахани и др. Диван поэта, содержащий панегирики, философские стихотворения (зухдийят), самовосхваления (фахр) и др., не был составлен в Средние века, а лишь восстановлен на основе научного предположения уже в XX веке и издан немецко-британским востоковедом Фрицем Кренковым в Бейруте в 1922 году.

## Сочинения
- Диван. — Бейрут, 1922. (На арабском языке).
- Аравийская старина. Из древней арабской поэзии и прозы. — М., 1983.